# Достоевски (сериал)
„Достоевски“ (на руски: Достоевский) е руски минисериал, състоящ се от 8 епизода, режисиран от Владимир Хотиненко, по сценарий на Едуард Володарски и сериалът се разказва за живот на писателя Фьодор Достоевски.
Премиерата на филма трябваше да се състои през октомври 2011 г., по случай 190-годишнината на писателя по телевизионния канал Русия 1, но сериала започна шест месеца по-рано – на 22 май.
Портретът на Василий Перов е взет за образец на появата на Достоевски в зрялост (челото на Миронов е обръснато).
През 2012 г. филмът получи наградата „Златен орел“ за най-добър минисериал.

## Сюжет
Поредицата разказва за живота на Фьодор Михайлович Достоевски. Отваряйки завесата на личния му живот, картината обхваща периода от момента, в който Достоевски е осъден на смърт за участие в кръга на Петрашевски, до създаването на „Братя Карамазови“. Трагична, уникална съдба, пълна с най-тежки изпитания и невероятна интензивност на чувствата. Изгнание в Сибир, дълги години в изолация, след това в чужбина, любов към Аполинария Суслова, смъртта на съпругата му. Постоянни дългове, борба със собствените страсти, приятелство и вражда с талантливи писатели – Некрасов, Тургенев. И творчество, резултатът от което станаха световноизвестни творби.

## В България
В България сериалът започва премиерно на 13 март 2019 г. по БНТ 1, с разписание всяка сряда от 21:00 ч. и завършва на 26 април, петък от 21:00 ч.
На 4 януари 2021 г. започна второ излъчване по БНТ 2, всеки делник от 20:00 ч. и завършва на 14 януари.
На 8 април започна отново по БНТ 1, всеки делник от 22:00 ч.
Българския дублаж е направен от продуцентско направление „Чужди програми“. Екипът се състои от:
| Преводач            | Деляна Стоянова                                                                         |
| Редактор            | Вера Генчева                                                                            |
| Тонрежисьор         | Мая Зарчева                                                                             |
| Режисьор на дублажа | Милена Живкова                                                                          |
| Озвучаващи артисти  | Гергана Стоянова Христина Ибришимова Александър Воронов Николай Николов Мартин Герасков |